# Toro di Creta

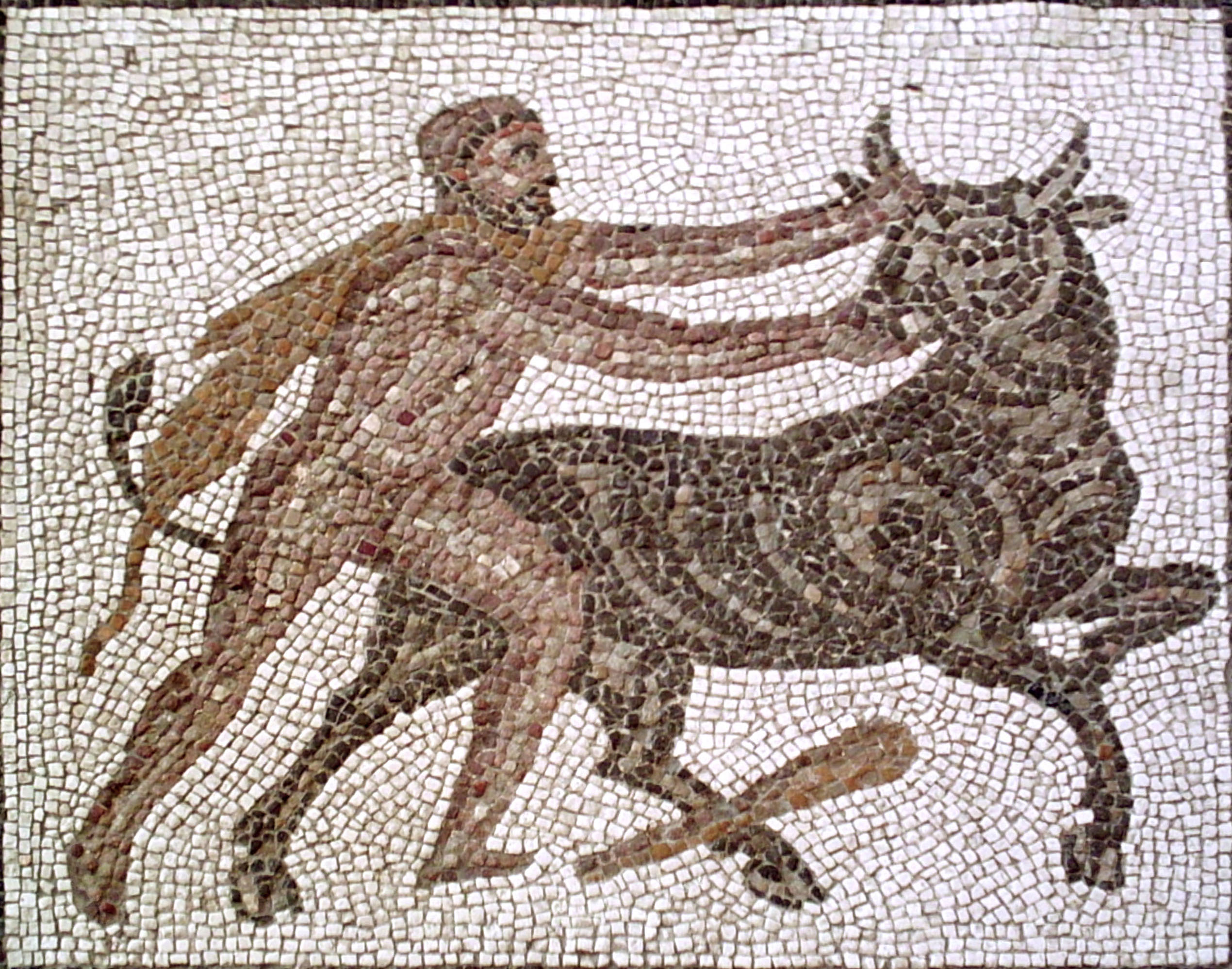
Eracle abbatte il toro di Creta. Mosaico romano del sec. III d.C.

Il Toro di Creta (o Toro di Maratona dopo gli sviluppi della storia, in greco antico: Κρὴς ταῦρος?, Krḕs taûros) era un mostro taurino della mitologia greca. Aveva l'aspetto di un toro di grandi dimensioni e possedeva la capacità di soffiare fuoco dalle narici. Il Minotauro nacque da questo e da Pasifae.
La cattura del Toro di Creta fu la settima delle dodici fatiche di Eracle.
Il mitico re di Creta, Minosse, concesse senza problemi all'eroe di portar via il feroce animale, dato che aveva creato problemi a Creta.
Eracle riuscì a catturarlo vivo soffocandolo con le mani, e lo portò con sé ad Atene. Qui Euristeo avrebbe voluto sacrificare l'animale ad Era, che odiava Eracle. Costei rifiutò perciò il sacrificio, per non riconoscere la gloria di Eracle. Il toro fu quindi lasciato libero di vagare, finché si fermò a Maratona, diventando noto come "toro di Maratona".
Qui fu rintracciato e sottomesso da Teseo, che lo condusse ad Atene per poi sacrificarlo ad Apollo.

## Fonti antiche
- Diodoro Siculo, Bibliotheca historica 4.13.4, 4.77.1
- Ovidio, Metamorfosi 8.130 ss.
- Pseudo-Apollodoro, Biblioteca,  2.5.7, 3.1.3
- Pausania il Periegeta, Periegesi della Grecia, 1.27.9
- igino, Fabulae, 30, 38, 40